# Luis Reyes
Luis Reyes Ayala (*1914 – †27 de enero de 2008) fue un futbolista mexicano que jugaba en la posición de delantero, es padre de Salvador Reyes también exjugador profesional. Militó por los equipos Club Deportivo Guadalajara, Atlético Latino, Club Deportivo SUTAJ, Selección Jalisco y Real Club España.

## Inicios
Surgió de las fuerzas básicas del Club Deportivo Guadalajara y empezó a jugar con el primer equipo en el año de 1934. Permaneció en la institución rojiblanca hasta 1936, año en que pasa a jugar al Atlético Latino. 
En 1938 reforzó al Nacional junto con el "Tilo" García del Marte del Algodonal, para un encuentro frente al Marte de la Ciudad de México. Ese mismo año es comprado por el equipo de la Cooperativa de camioneros el SUTAJ, institución que se encargaba de pagar su sueldo, sin embargo fue prestado al Atlas junto con Basilio Ibarra y Ramón López. Para 1939 regresa con los camioneros para disputar el campeonato de Intermedia.

## Selección Jalisco
En julio de 1940, fue parte de los más de 24 jugadores que fueron citados para ser observados y entrenar bajo las órdenes de Filiberto Aceves. Tiempo después Lorenzo Camarena determinaría quien formaría la Selección Jalisco que participaría en el campeonato de la Liga Amateur del Distrito Federal; Reyes compitió con Teófilo García, José Catellanos, Max Prieto, Pablo González, José Merced Moreno, José Guadalupe Velázquez, Pablo Barragán, Nicolás Reyes y Feliciano Parra por un puesto en la delantera, quedando al final entre los 15 jugadores seleccionados que partirían a la Ciudad de México y dejarían la liga regional.

## Profesionalismo
Después de disolverse la Selección Jalisco, Reyes fue contratado para jugar con el SUTAJ, fue entonces que el Guadalajara formó una especie de cooperativa con el Río Grande y el SUTAJ, de manera que a cambio de acciones del club, el Guadalajara podía llevarse a cualquier jugador que quisiera, fue entonces que llegó de nuevo a las filas rojiblancas, junto con sus compañeros de equipo "Térile" Sánchez, "Cosas" López, Wintilo Lozano y "Tilo" García.
Su primer entrenamiento con el equipo profesional del Guadalajara fue el 21 de mayo de 1943, de cara a la competencia de la Copa México. Su primer juego en la Copa fue contra el Atlas, y en la liga de 1943-44 fue contra el Atlante.

## Retiro
En enero de 1948 se realizó un partido de despedida para Luis entre una selección de jugadores de Jalisco y una selección de extranjeros, dicho homenaje tuvo lugar en el parque de Oblatos. Antes de su retiro se mudó a la Ciudad de México, donde se enrolaría con el Real Club España, donde permaneció hasta su retiro del fútbol profesional en la temporada 1947-1948, manteniendo un récord limpio al nunca haber recibido ninguna expulsión en su carrera, incluso desde la época amateur.
Antes de retirarse completamente del deporte se dedicó a ser entrenador y jugador al mismo tiempo, pudo dirigir y jugar en el Central de Tala en 1950 en la Primera fuerza del estado de Jalisco, institución donde permaneció dirigiendo hasta 1958. También fue Secretario público de la Unión de Deportistas de Jalisco, A.C. en los años 1980s.

## Muerte
Murió el 27 de enero de 2008 a los 94 años de edad, a causa de varias enfermedades como el "mal de Parkinson", enfermedad que le acarreo otros problemas. Sus restos fueron cremados en el parque funeral Colonias.

## Equipos
- Guadalajara 1934 - 1936
- Atlético Latino 1936 - 1938
- Atlas 1938
- SUTAJ 1939 - 1940
- Selección Jalisco 1940 - 1943
- SUTAJ 1943
- Guadalajara 1943 - 1948
- España 1948